# Volkswagen Delivery
Volkswagen Delivery (в пер. с англ. доставка) — флагманский среднетоннажный грузовой автомобиль, выпускаемый заводом Volkswagen в Бразилии по лицензии MAN с 2005 года.

## История
В 1994 году стартовало производство автомобилей Volkswagen L80 для Бразилии и Volkswagen Delivery для Южной Америки. В то время, как модель Volkswagen L80 была снята с производства в 2000 году из-за недостаточного спроса, производство Delivery продолжается.
В Аргентине Delivery производился в 1998—2002 годах под названием Volkswagen Nueva línea до вытеснения с конвейера моделью Volkswagen Titan. Затем в 2008—2011 годах Delivery производился под названием Livianos.
Современная версия Delivery производится с 2017 года.

## Особенности
Среднетоннажный грузовой автомобиль Volkswagen Delivery занимает промежуток между крупнотоннажным грузовым автомобилем Volkswagen Constellation и LCV Volkswagen Caddy, Volkswagen Transporter, Volkswagen Crafter и Volkswagen Amarok. Его масса варьируется от 5 до 8 тонн. За всю историю производства на автомобиль ставят дизельный двигатель внутреннего сгорания MWM 4.08 TCE-EURO-III. Кабина взята от семейства Volkswagen LT.

## Модификации
| Модель | Двигатель             | Мощность               | Крутящий момент       | Трансмиссия (модель трансмиссии)/количество передач | Масса   | Грузоподъёмность |
| ------ | --------------------- | ---------------------- | --------------------- | --------------------------------------------------- | ------- | ---------------- |
| 5.140  | MWM 4.08 TCE-EURO III | 101 л. с. при 3400 Н*м | 400 Н*м при 1700—2200 | Механическая (Eaton FS 2305-C), 5 передач           | 5500 кг | 8000 кг          |
| 8.150  | MWM 4.08 TCE-EURO III | 105 л. с. при 3400 Н*м | 400 Н*м при 1700—2200 | Механическая (Eaton - FSO 4405-C), 5 передач        | 7850 кг | 8000 кг          |